# Caloramphini
Caloramphini – monotypowe plemię ptaków z podrodziny pstrogłowów (Megalaiminae) w obrębie rodziny tukanowatych (Ramphastidae).

## Zasięg występowania
Plemię obejmuje gatunki występujące w południowo-wschodniej Azji.

## Morfologia
Długość ciała około 17,5 cm; masa ciała 38,5–47,7 g.

## Systematyka
Do plemienia należy jeden rodzaj – Caloramphus, który zdefiniował w 1839 roku francuski chirurg okrętowy i zoolog René Lesson w artykule poświęconym rzadkim i nowym ptakom z kolekcji doktora Abeillé z Bordeaux, opublikowanym w czasopiśmie Revue Zoologique. Gatunkiem typowym jest (oznaczenie monotypowe) gołodziób płowy (C. hayii).

### Etymologia
- Caloramphus (Coloramphus, Calorhamphus, Callirhamphus): gr. καλος kalos ‘piękny, dostojny’; ῥαμφος rhamphos ‘dziób’[10].
- Megalorhynchus: gr.  μεγας megas, μεγαλη megalē ‘wielki’; ῥυγχος rhunkhos ‘dziób’[11]. Gatunek typowy (oznaczenie monotypowe): Megalorhynchus spinosus Eyton, 1839 (= Bucco hayii J.E. Gray, 1831).
- Xylopogon: gr. ξυλον xulon ‘drzewo, pień’; πωγων pōgōn, πωγωνος pōgōnos ‘broda’[12]. Gatunek typowy (oznaczenie monotypowe): Bucco lathami Raffles, 1820 (= Bucco hayii J.E. Gray, 1831).
- Calorhynchus: gr. καλος kalos ‘piękny, dostojny’; ῥυγχος rhunkhos ‘dziób’[13].
- Psilopus: gr. ψιλος psilos ‘prosty’; ωψ ōps, ωπος ōpos ‘twarz, oblicze’[14]. Gatunek typowy (oznaczenie monotypowe): Bucco hayii J.E. Gray, 1831.

### Podział systematyczny
Do plemienia należy jeden rodzaj z dwoma gatunkami:
- Caloramphus hayii (J.E. Gray, 1831) – gołodziób płowy
- Caloramphus fuliginosus (Temminck, 1830) – gołodziób rdzawogardły